# Philip Henry Gosse

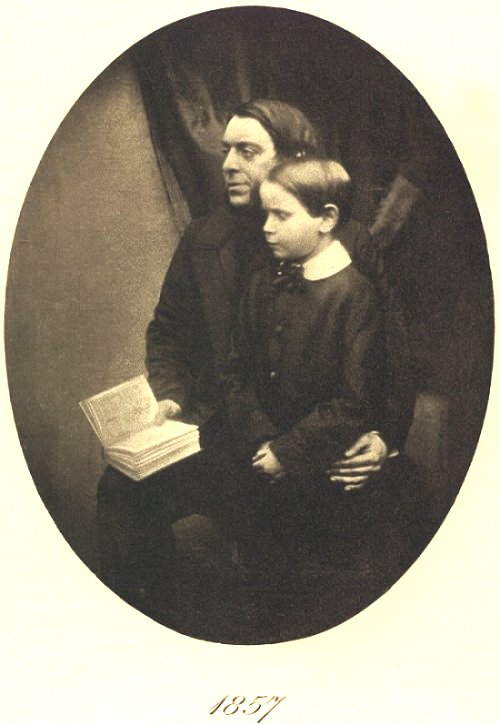
Philip Henry Gosse (zusammen mit seinem Sohn Edmund Gosse) im Jahr 1857

Philip Henry Gosse (* 6. April 1810 in Worcester, England; † 23. August 1888 in St Marychurch bei Torquay, England) war ein englischer Naturforscher und religiöser Schriftsteller.

## Leben und Wirken
Gosse war das zweite von vier Kindern des Porträtmalers und Mezzotintokünstlers Thomas Gosse (1765–1844) und seiner Frau Hannah geb. Best (1780–1860). Seine Kindheit verbrachte er in Poole (Dorset). Schon früh zeigte er großes naturkundliches Interesse. Er schlug jedoch zunächst eine kaufmännische Laufbahn ein und arbeitete ab 1827 bei einer Firma in Carbonear (Neufundland), wo er in seiner Freizeit intensive naturkundliche Forschungen betrieb.
Während einer Überfahrt nach England 1832 hatte Gosse ein Bekehrungserlebnis, das den Rest seines Lebens bestimmen sollte. Zurück in Carbonear, trat er den Methodisten bei und freundete sich mit dem aus England eingewanderten Ehepaar Jaques an, das auf seine religiösen Ansichten großen Einfluss ausübte.
Um seine Naturforschungen stärker zu professionalisieren, begann er nun mit einer sorgfältigen Dokumentation der Insekten Neufundlands. Das Ergebnis, betitelt Entomologia Terrae Novae, blieb zwar unveröffentlicht, gilt aber bis heute als wichtige historische Quelle.
1835 zogen Gosse und das Ehepaar Jaques nach Waterville bei Compton (Niederkanada), um einen landwirtschaftlichen Betrieb aufzubauen. Wegen des schlechten Bodens und ihrer geringen Erfahrung hatten sie damit jedoch nur wenig Erfolg. Zur Verbesserung seines Lebensunterhalts gab Gosse an der örtlichen Schule Unterricht; außerdem setzte er seine naturkundlichen Studien fort und trug sie der Literary and Historical Society of Quebec vor. 1838 verkaufte er seinen Anteil an der Farm und übersiedelte nach Mount Pleasant (Alabama), wo er ebenfalls als Dorfschullehrer tätig wurde. Die verbreitete Misshandlung der Sklaven und die Bejahung der Sklaverei durch die Methodisten veranlassten ihn aber bereits 1839 zur Rückkehr nach England.
Gosses Versuch, von den Methodisten als Evangelist angestellt zu werden, misslang, sodass er sich zunächst ein knappes Jahr als Maler durchschlug. Ende 1839 bekam er dann eine Lehrerstelle in Hackney, und ein Manuskript über seine Erfahrungen in Kanada wurde vom Verleger Van Voorst angenommen. Es erschien 1840 unter dem Titel The Canadian Naturalist: a Series of Conversations on the Natural History of Lower Canada und fand allgemein positive Resonanz.
1844 reiste Gosse als Sammler für den Naturforscher Hugh Cuming nach Jamaika. Die 18 Monate, die er dort verbrachte, zählten zu den produktivsten und glücklichsten seines Lebens. 1846 kehrte er nach England zurück, um seine Erkenntnisse schriftlich niederzulegen. Das Ergebnis war die Trilogie The Birds of Jamaica (1847), Illustrations to the Birds of Jamaica (1847) und A Naturalist’s Sojourn in Jamaica (1851). Das letztere Werk wird allgemein als sein bestes angesehen; noch heute gilt Gosse in Jamaika als „Vater der jamaikanischen Ornithologie“, und ein Vogelverein ist nach ihm benannt.
Bereits 1843 war Gosse in Hackney mit der Brüderbewegung in Kontakt gekommen. So hatte er auch Emily Bowes (1806–1857), eine Autorin evangelistischer Traktate, kennengelernt, die er 1848 heiratete und die seine weitere religiöse Entwicklung maßgeblich prägte. Ihr einziges Kind, Edmund William Gosse, wurde 1849 geboren.
In den folgenden Jahren verfasste Gosse eine Reihe weiterer erfolgreicher naturkundlicher Schriften. Ein gesundheitlicher Zusammenbruch infolge von Überarbeitung zwang ihn jedoch 1852, sich zur Erholung nach Torquay, später nach Ilfracombe zurückzuziehen. Hier schrieb er das Buch A Naturalist’s Rambles on the Devonshire Coast (1853), das die Aufmerksamkeit größerer Kreise auf die Meerestierwelt lenkte. 1853 war er an der Errichtung des ersten öffentlichen Aquariums im Regent’s Park beteiligt und konstruierte eines der ersten Heimaquarien. Seine Schrift The Aquarium (1854) trug wesentlich zur viktorianischen Aquarium-Mode bei. 1856 wurde Gosse in die Royal Society aufgenommen.
Beunruhigt durch die Tatsache, dass viele Wissenschaftler evolutionäre Vorstellungen anzunehmen begannen, schrieb Gosse 1857 das Buch Omphalos: an Attempt to Untie the Geological Knot, mit dem er moderne Geologie und biblischen Schöpfungsbericht miteinander versöhnen wollte. Seine These war, dass Gott die Erde mitsamt den Fossilien erschaffen habe, sodass sie älter erscheine, als sie tatsächlich sei. Ebenso habe Adam einen Nabel (griech. omphalos) besessen, obwohl damit nie eine Nabelschnur verbunden gewesen sei. Diese Auffassung, die Gosse in mehreren weiteren Publikationen verteidigte, stieß sowohl bei Evolutionisten als auch bei Christen auf heftigen Widerspruch und fügte seinem Ruf einigen Schaden zu.
1857 zog Gosse nach St Marychurch bei Torquay und gründete hier eine unabhängige Kapelle, in der er in den folgenden knapp drei Jahrzehnten einer etwa 100-köpfigen Gemeinde predigte. Nach dem Tod seiner ersten Frau Emily heiratete er 1860 die Quäkerin Eliza Brightwen (1813–1900), die ebenfalls naturkundlich interessiert und eine geschickte Aquarellmalerin war. 1864 erbte sie ein beträchtliches Vermögen, das Gosse für den Rest seines Lebens finanziell absicherte.
Neben seinen naturkundlichen Werken publizierte Gosse auch religiöse Schriften, darunter evangelistische Traktate und eine Geschichte des jüdischen Volkes. Sein besonderes Interesse galt der biblischen Prophetie; so schrieb er 1866 ein Buch über die Offenbarung des Johannes. Außerdem widmete er sich der Orchideenzucht und in späteren Jahren der Astronomie und der Landschaftsmalerei. Fünf Monate nach einem Herzanfall starb er im Alter von 78 Jahren in seinem Haus in St Marychurch.
Sein Sohn Edmund Gosse wurde Literatur- und Kunstkritiker und schrieb 1907 ein Buch über sein Verhältnis zu seinem Vater (Father and Son).

## Veröffentlichungen (Auswahl)
- The Canadian Naturalist: a Series of Conversations on the Natural History of Lower Canada (1840)
- An Introduction to Zoology (1844)
- The Ocean (1844), Neuausgabe 1874 unter dem Titel The Wonders of the Great Deep; or, the Physical, Animal, Geological and Vegetable Curiosities of the Ocean
- The Birds of Jamaica (1847)
- The Monuments of Ancient Egypt, and their Relation to the Word of God (1847)
- Natural History. Mammalia (1848)
- Popular British Ornithology; Containing a Familiar and Technical Description of the Birds of the British Isles (1849)
- Illustrations to the Birds of Jamaica (1849)
- Natural History. Birds (1849)
- The Ancient and Modern History of the Rivers of the Bible (1850)
- Natural History. Reptiles (1850)
- A Naturalist’s Sojourn in Jamaica (1851)
- Natural History. Fishes (1851)
- The History of the Jews, from the Christian Era to the Dawn of the Reformation (1851)
- A Text-Book of Zoology for Schools (1851)
- Assyria: her Manners and Customs, Arts and Aims. Restored from the Monuments (1852)
- A Naturalist’s Rambles on the Devonshire Coast (1853)
- The Aquarium: an Unveiling of the Wonders of the Deep Sea (1854)
- Natural History. Mollusca (1854)
- A Handbook to the Marine Aquarium: Containing Instructions for Constructing, Stocking, and Maintaining a Tank, and for Collecting Plants and Animals (1855)
- Manual of Marine Zoology for the British Isles (1855–56)
- Tenby: a Seaside Holiday (1856)
- A Memorial of the Last Days on Earth of Emily Gosse (1857)
- Omphalos: an Attempt to Untie the Geological Knot (1857)
- Life in its Lower, Intermediate, and Higher Forms; or, Manifestations of the Divine Wisdom in the Natural History of Animals (1857)
- Actinologia Britannica: a History of the British Sea-Anemones and Corals (1858–60)
- Evenings at the Microscope: or, Researches among the Minute Organs and Forms of Animal Life (1859)
- Letters from Alabama, chiefly relating to Natural History (1859)
- The Romance of Natural History (1860–61)
- A Year at the Shore (1865)
- Land and Sea (1865)
- The Revelation. How Is It to Be Interpreted? (1866)
- The Mysteries of God: a Series of Expositions of Holy Scripture (1884)